# 异索威
异索威（化学名：异丙基甲基吡唑基二甲基氨基甲酸酯）是一种含氮有机化合物，在欧洲用作杀虫剂，被美国环境保护局（EPA）列入极度危险物质列表。